# Пайпорта
Пайпорта (валенс. Paiporta, ісп. Paiporta) — муніципалітет в Іспанії, у складі автономної спільноти Валенсія, у провінції Валенсія. Населення — 23 980 осіб (2010).

## Географія
Муніципалітет розташований на відстані близько 300 км на схід від Мадрида, 5 км на південний захід від Валенсії.

## Демографія
Динаміка населення (INE ):

## Галерея зображень

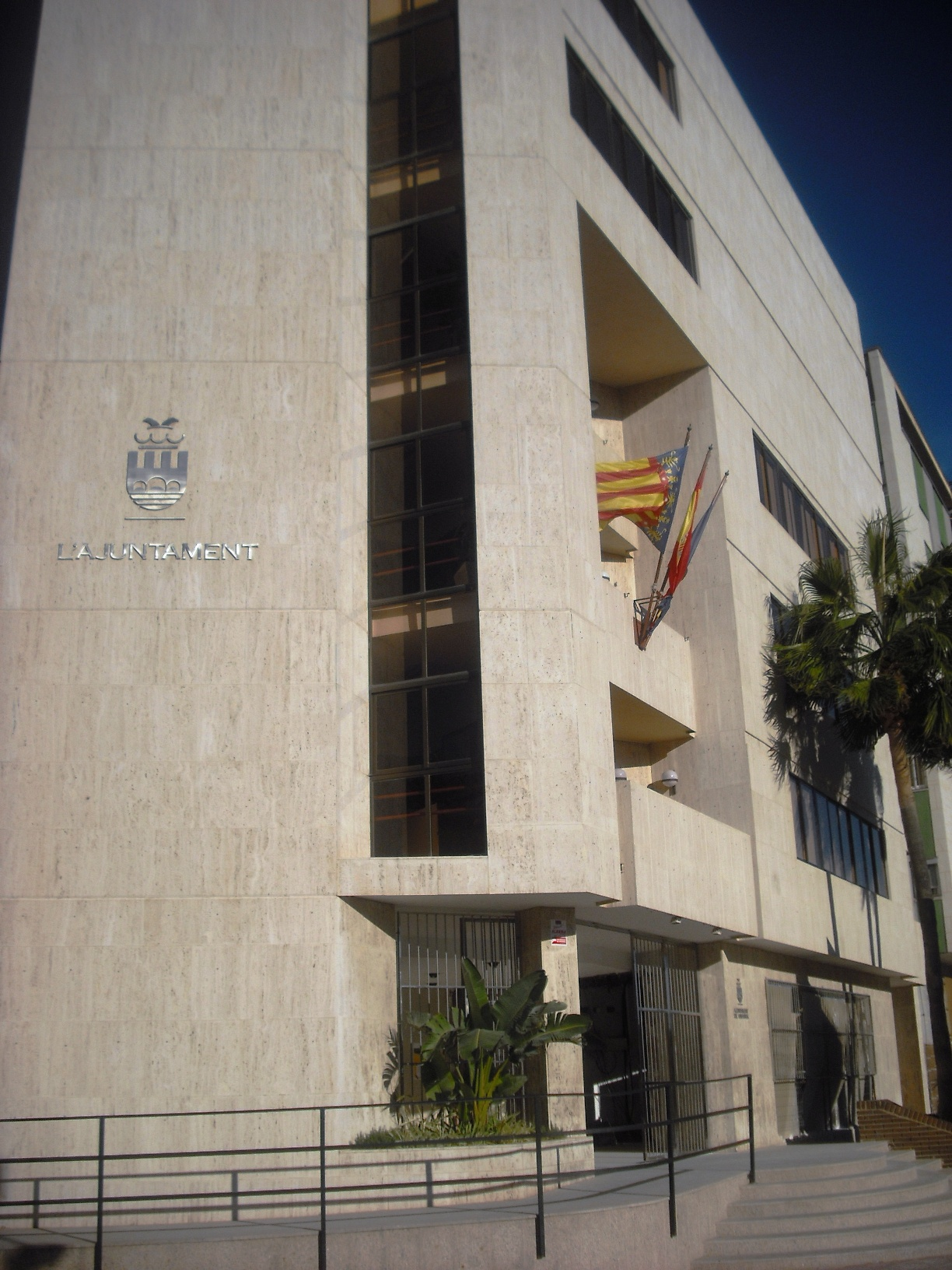
Муніципальна рада
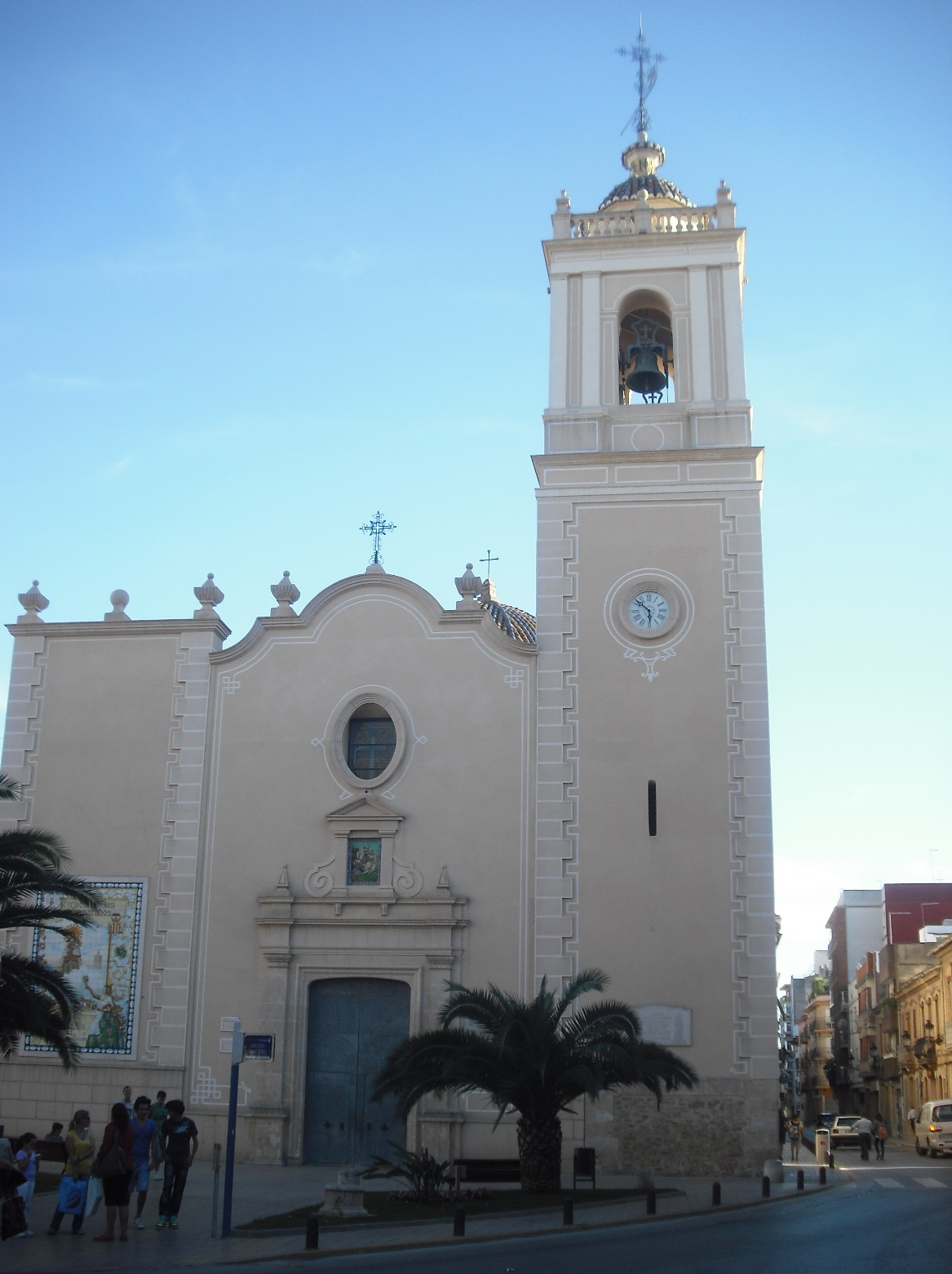
Церква Сан-Хорхе